# Fangliao
Fangliao (chinesisch 枋寮鄉, Pinyin Fāngliáo Xiāng, W.-G. Fang1-liao23 Hsiang1, Pe̍h-ōe-jī CPang-liâu-hiong) ist eine Landgemeinde im Landkreis Pingtung auf Taiwan (Republik China).

## Lage
Fangliao liegt an der Südküste Taiwans, am westlichen Rand des Zentralgebirges und am südöstlichen Ende der Pingtung-Ebene. Die angrenzenden Gemeinden sind Fangshan im Süden, Chunri und Laiyi im Osten, Xinpi im Norden und Linbian im Westen. Nach Südwesten grenzt die Gemeinde an das Meer (die Taiwanstraße).

## Geschichte
Die ersten han-chinesischen Siedler kamen 1693, zur Regierungszeit Kangxis aus der chinesischen Küstenprovinz Fujian ins Land. Der Ortsname 枋寮,  Fāngliáo bedeutet wörtlich „(Sandel-)holzhütte“ und weist auf die frühere Bedeutung der Holzgewinnung hin. Nach dem Schiffbruch des amerikanischen Handelsschiffs Rover und der folgenden amerikanischen Strafexpedition nach Formosa 1867 erfolgte eine stärkere administrative Durchdringung des südlichen Taiwans durch die Qing-Verwaltung und die Ortschaft Fangliao wurde die administrativ in den Landkreis Fengshan (鳳山縣) eingegliedert. Zur Zeit der japanischen Herrschaft (1895–1945) wurde Fangliao im Jahr 1920 zu einem „Dorf“ (枋寮庄,  Fāngliáo Zhuāng) reorganisiert. Nach Übernahme Taiwans durch die Republik China im Jahr 1945 wurde aus dem Dorf eine Landgemeinde (鄉,  Xiāng) im 1950 neu gegründeten Landkreis Pingtung.

## Bevölkerung
Nach der offiziellen Statistik gehörten Ende 2017 694 Personen (etwa 2,9 %) den indigenen Völkern an. Das entsprach ungefähr dem taiwanischen Durchschnitt.
| Gliederung von Fangliao |
|                         |

## Verwaltungsgliederung
Fangliao ist in 15 Dörfer (村,  Cūn) gegliedert: 
1 Zhongliao (中寮村)

2 Baosheng (保生村)

3 Longshan (隆山村)

4 Anle (安樂村)

5 Fangliao (枋寮村)

6 Neiliao (內寮村)

7 Renhe (人和村)

8 Dili (地利村)

9 Xinlong (新龍村)

10 Dazhuang (大庄村)

11 Donghai (東海村)

12 Tianshi (天時村)

13 Xinkai (新開村)

14 Taiyuan (太源村)

15 Yuquan (玉泉村)

## Verkehr
Von Nordnordwesten Richtung Süden ziehend  verläuft die Provinzstraße 1 durch Fangliao. Von ihr zweigt die Provinzstraße 17 ab, die entlang der Küste nach Westen verläuft. Die Kreisstraße 185 verläuft in Nord-Süd-Richtung, bevor sie ebenfalls in die Provinzstraße 1 einmündet.
Der Bahnhof von Fangliao bildet den südlichen Endpunkt der Pingtung-Linie und gleichzeitig den Anfangspunkt der Südverbindungslinie, die die Eisenbahnverbindung zwischen den Eisenbahnen der Westküste und der Ostküste Taiwans darstellt. Entlang der Pingtung-Linie gibt es in Fangliao noch den Bahnhof Donghai.

## Landwirtschaft und Fischerei
Ursprünglich dominierte in Fangliao der Reisanbau. Ab den 1950er Jahren nahm der Obstbau immer mehr zu. Ein bekanntes Produkt Fangliaos sind Javaäpfel. Bedeutung hat auch die Kultur von Mangobäumen. Außerdem verfügt Fangliao über einen kleinen Fischereihafen.

## Tourismus, Sehenswürdigkeiten
In Fangliao gibt es mehrere Tempel, darunter den Bao’an-Tempel (北勢寮保安宮,  Běishìliáo Bǎo’ān Gōng) aus dem Jahr 1785 im Dorf Zhongliao, der im Lauf der Zeit mehrfache Um- und Anbauten erfahren hat (1867, 1929, 1973, 2006–2009) und den Dexing-Tempel (德興宮,  Déxìng Gōng) im Dorf Fangliao, einen Mazu-Tempel, der auf das Jahr 1830 zurückgeht.
Im Küstenbereich ist Fangliao stark durch die Fischerei und Aquakultur geprägt.

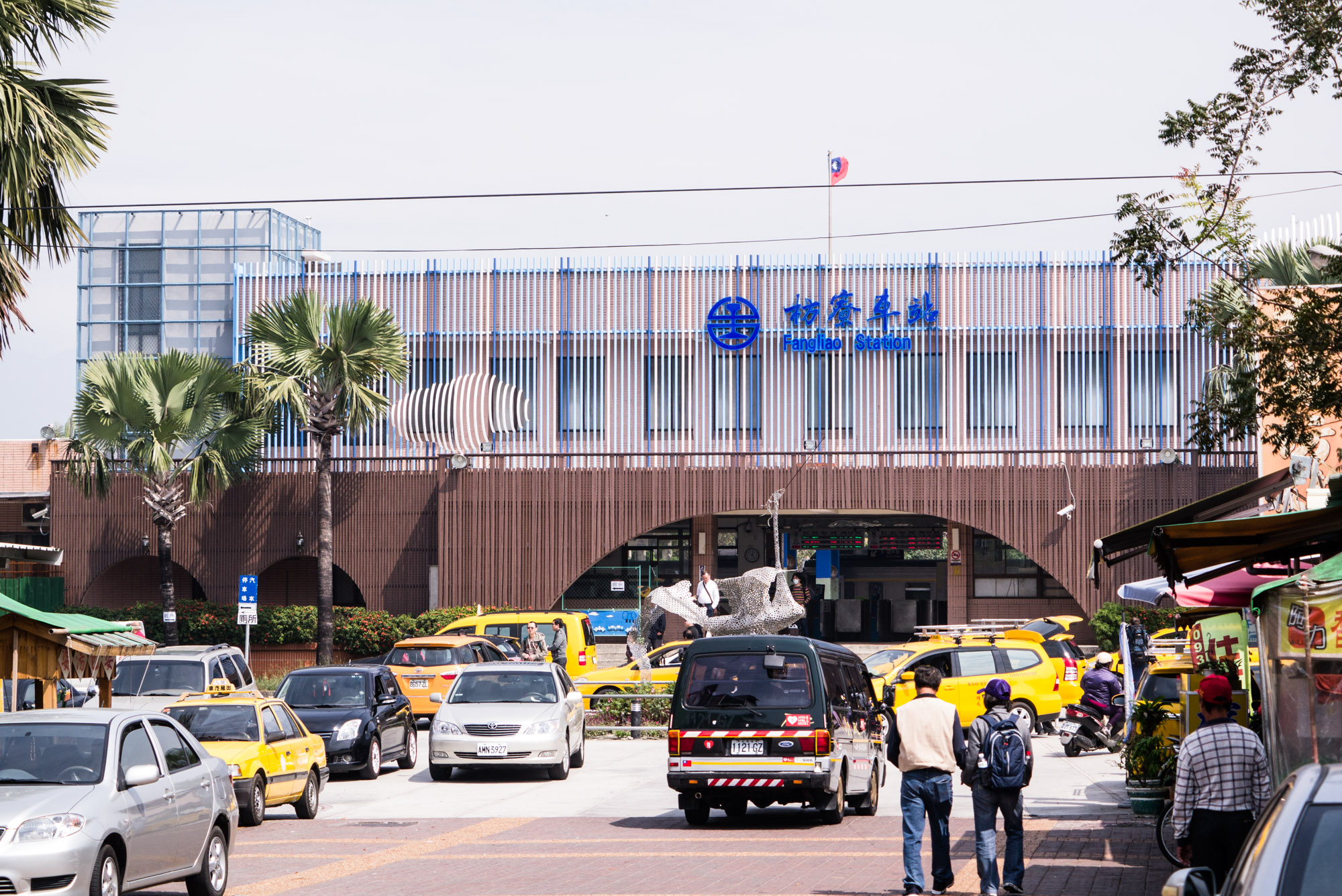
Bahnhof von Fangliao
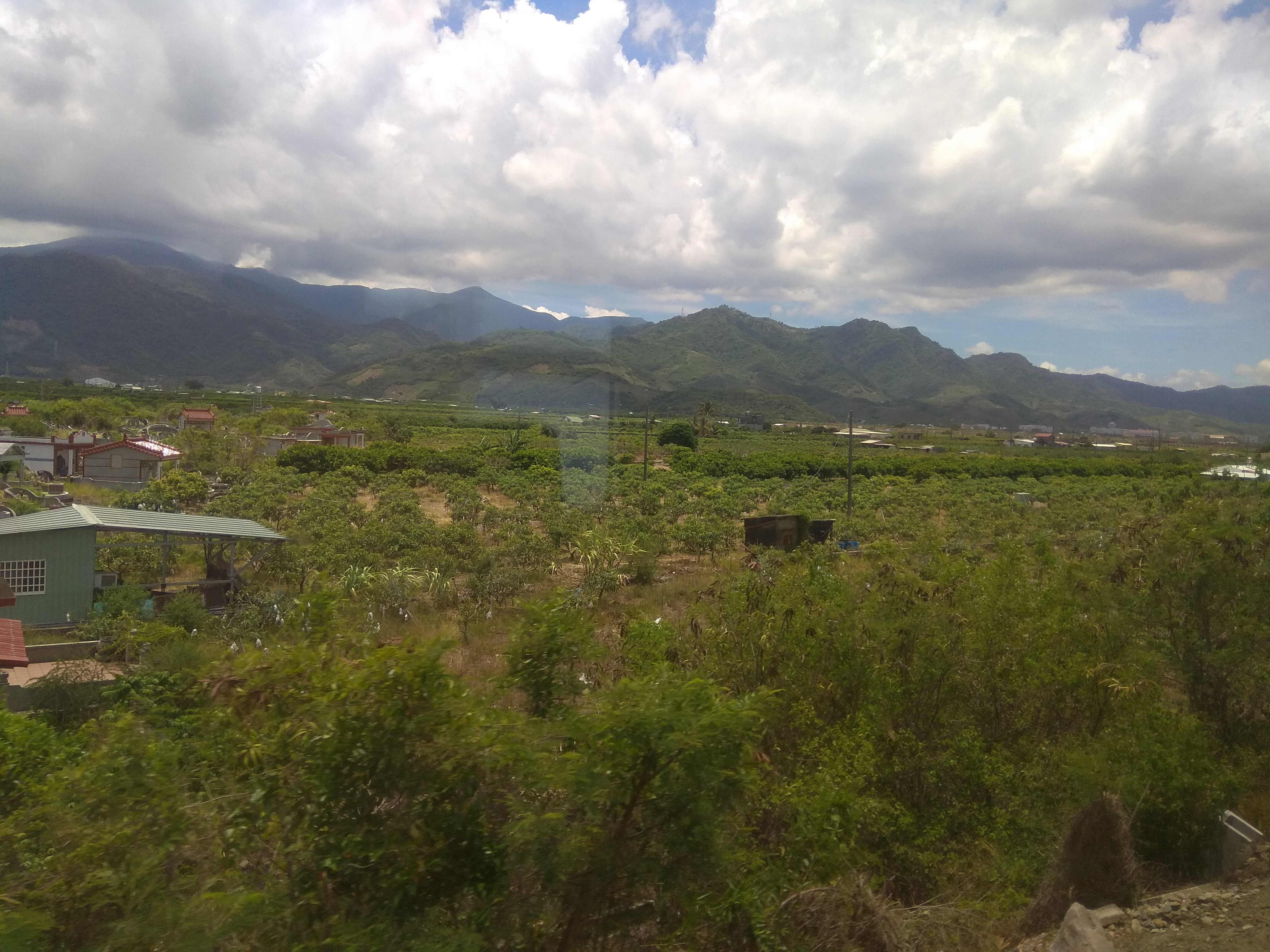
Blick von Fangliao Richtung Osten auf die Ausläufer des Zentralgebirges
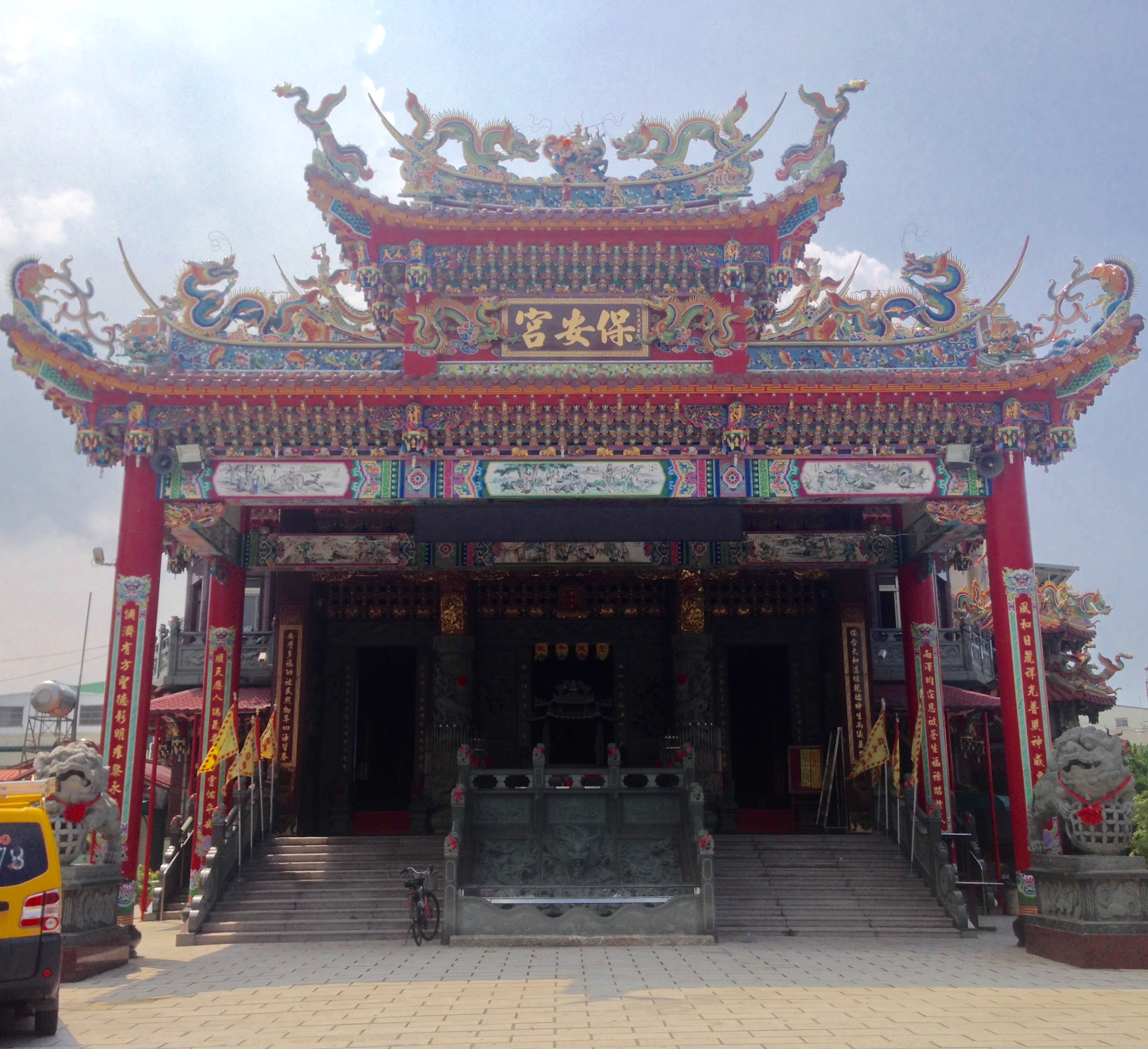
Bao’an-Tempel